# Tekirdağ
Tekirdağ je město v evropské části Turecka, hlavní město stejnojmenné provincie. Nachází se na břehu Marmarského moře, asi 135 km západně od Istanbulu. V roce 2012 žilo ve městě 176 848 obyvatel. V Tekirdağu mají své honorární konzuly Maďarsko a Bulharsko.
V roce 2006 zde byla založena univerzita pojmenovaná po místním rodákovi Namıku Kemalovi.

## Osobnosti
- František II. Rákóczi (1676–1735), vůdce neúspěšného protihabsburského uherského povstání v letech 1703–1711, zemřel zde

- Namık Kemal (1840–1888), turecký spisovatel, novinář a politický aktivista, narodil se zde

## Partnerská města
- Bayreuth, Německo
- Kardžali, Bulharsko (2003)
- Pomorie, Bulharsko